# Институт оборонных технологий (Таиланд)
Институт оборонных технологий (тайск. สถาบันเทคโนโลยีป้องกันประเทศ, англ. Defence Technology Institute, сокр. DTI) — научно-исследовательское и опытно-конструкторское учреждение, действующее в статусе публичной организации под контролем Министерства обороны Таиланда.

## История
Создание института было инициировано кабинетом министров Таиланда 27 ноября 2007 года и заняло более двух лет, что было обусловлено политической нестабильностью и частой сменой правительства в этот период. Официальный указ о создании DTI был опубликован в «Королевской газете» 31 декабря 2008 года, и с 1 января 2009 года институт приступил к работе в рамках программы развития национального оборонно-промышленного потенциала.
До 2019 года институт не имел полной юридической самостоятельности и финансировался за счёт средств Департамента оборонных наук и технологий (DSTD), что ограничивало возможности производства и развития. 1 мая 2019 года вступил в силу «Закон об оборонных технологиях», согласно которому DTI получил статус полноценной публичной организации, право самостоятельно осуществлять коммерческую деятельность, инвестировать в производство и создавать совместные предприятия. Первыми такими предприятиями стали Thai Defense Industry (TDI), Aero Technology Industry Co., Ltd. (ATIL) и Weapon Manufacture Industry (WMI).

## Исследования и разработки
Институт разрабатывает бронетехнику, беспилотные системы, занимается авиационными проектами и внедрением новых технологий в вооружённые силы Таиланда.
С 2015 года DTI совместно с британской компанией Ricardo производит бронеавтомобиль Black Widow Spider 8×8 для сухопутных войск. Прототип был представлен на выставке Defence & Security 2015, а испытания машины начались в 2020 году на полигоне Танарач. Black Widow Spider 8×8 имеет дистанционно управляемый боевой модуль калибра 30 мм и соответствует уровню защиты STANAG 4569.
Также разработан амфибийный вариант этой машины под названием Sea Tiger, предназначенный для Корпуса морской пехоты Таиланда. Он был создан совместно с компанией Cho Thavee и принят на вооружение около 2020 года.
В 2017 году институт подписал соглашение с Leonardo Helicopters, предусматривающее передачу технологий и создание сервисного центра по обслуживанию вертолётов в Таиланде.
DTI активно занимается разработкой и координацией программ беспилотных летательных аппаратов (БПЛА), включая модели D-Eyes 02 и D-Eyes 03, которые с 2020 года проходят испытания в различных родах войск. Институт оценивается экспертами как «основная движущая сила» национальных программ разработки БПЛА.
В 2018 году DTI заключил соглашение с британской компанией Arturius International о создании Центра передового опыта по противодействию угрозам, предназначенного для совместных исследований и обучения.
Институт принимал участие в экспериментах по снижению уровня загрязнения воздуха в Бангкоке с использованием дронов, распыляющих воду. В ходе испытаний в январе 2019 года в парке Люмпини использовались беспилотники с резервуарами объёмом 5–10 литров; сообщалось о снижении концентрации твёрдых частиц PM2.5 в воздухе на 10 мкг/м³.
Помимо оборонных проектов, институт участвовал в экологических экспериментах по снижению загрязнения воздуха в Бангкоке с помощью дронов, распыляющих воду. Испытания, проведённые в парке Люмпини в 2019 году, показали значительное снижение концентрации вредных частиц в воздухе.

## Руководство
По состоянию на 2024 год руководящий состав института:
- Председатель правления — генерал Порпхон Манирин.
- Директор — генерал-доктор Чорчат Амсамрит.
- Заместители директора — Комсан Парапханкан, Пёмсак Сирипала, Джирасак Джиумайдэен, Пирапонг Потмуан.

## Организационная структура
Согласно официальному годовому отчёту, в структуре Института оборонных технологий выделяются следующие ключевые направления деятельности:
- Секция исследований (около 70 % сотрудников): разработка, испытания и адаптация технологий.
- Секция управления проектами (около 10 %): планирование и взаимодействие с вооружёнными силами.
- Административная секция (около 20 %): бюджетирование, кадровое обеспечение, юридическое сопровождение.
- Секция знаний и публикаций: издание журнала DTech и разработка образовательных программ.
- Центр передового опыта: координация исследований и международное сотрудничество.

## Издания
DTI выпускает Defence Technology Academic Journal (ISSN 2651‑0669/2822‑1206) два раза в год. Журнал является площадкой для публикации результатов исследований и профессионального обмена опытом в сфере оборонных технологий.